# 清升镇
清升镇，是中华人民共和国重庆市荣昌区下辖的一个乡镇级行政单位。

## 行政区划
清升镇下辖以下地区：
火烧店社区、三层岩茶叶产业社区、漫水桥村和罗汉寺村。